# Chalasawej
Chalasawej (ros. Халясавэй) – wieś (sieło) w Rosji, w Jamalsko-Nienieckim Okręgu Autonomicznym, w rejonie purowskim. W 2010 liczyła 775 mieszkańców.